# Kogonéré (Boulsa)
Pour les articles homonymes, voir Kogonéré.
Kogonéré, parfois appelé Koukonoré, est une localité située dans le département de Boulsa de la province du Namentenga dans la région Centre-Nord au Burkina Faso. 

## Géographie
Kogonéré est situé à 7 km au nord-ouest du centre de Boulsa, le chef-lieu du département et de la province. Le village est juste au nord de la route régionale 2 reliant Boulsa à Korsimoro.

## Éducation et santé
Le centre de soins le plus proche de Kogonéré est le centre médical avec antenne chirurgicale (CMA) de la province à Boulsa.
Kogonéré possède deux écoles primaires publiques, l'une au bourg, l'autre à Kougri.